# Bistum Aveiro
Das Bistum Aveiro (lateinisch Dioecesis Aveirensis, portugiesisch Diocese de Aveiro) ist eine in Portugal gelegene römisch-katholische Diözese mit Sitz in Aveiro.

## Geschichte
Das Bistum Aveiro wurde am 24. August 1938 durch Papst Pius XI. mit der Apostolischen Konstitution Omnium Ecclesiarum aus Gebietsabtretungen der Bistümer Coimbra, Porto und Viseu errichtet und dem Erzbistum Braga als Suffraganbistum unterstellt.

## Bischöfe von Aveiro
- João Evangelista de Lima Vidal, 1940–1958
- Domingos da Apresentação Fernandes, 1958–1962
- Manuel d’Almeida Trindade, 1962–1988
- António Baltasar Marcelino, 1988–2006
- António Francisco dos Santos, 2006–2014
- António Manuel Moiteiro Ramos seit 2014